# Hello Kids
Hello Kids är ett samlingsalbum av det svenska bandet Fireside, första gången utgivet 1998. Skivan innehåller singlar och b-sidor. Albumet finns också i en version med två skivor där den andra innehåller covers.
Fyra låtar från skivan inkluderas i kortfilmen En kärleksaffär (2002): "Big Blue Elephant", "Silver Muscle Car", "A Week at the Most" och "Not in My Palace".

## Låtlista
1. "Beautiful Island, Ugly Natives"
2. "Silver Muscle Car"
3. "Big Blue Elephant"
4. "Street Love"
5. "A Week at the Most"
6. "Fox"
7. "Beautiful Tan"
8. "Headacher"
9. "What Cures the Polio"
10. "Love Is All We Got"
11. "Ambulance"
12. "Cement"
13. "Not in My Palace"
14. "In Place"
15. "Sorry"
16. "Drop My Shoulder"
17. "Someone Spitting"
18. "Valid Set"
19. "Slack"
20. "Drown"
21. "Sorry"

## Coverskiva
1. "Elevation" (Television)
2. "Rocket U.S.A." (Suicide)
3. "The Sun and the Rainfall" (Depeche Mode)
4. "If I Needed You" (Townes Van Zandt)
5. "Catholic Block" (Sonic Youth)
6. "Sludge Feast" (Dinosaur Jr.)
7. "Greatest Gift" (Scratch Acid)
8. "Don't Wanna Know If You're Lonely" (Hüsker Dü)
9. "Beautiful Ones" (Prince)

## Mottagande
Nöjesguiden gav skivan en glad gubbe. Allmusic gav skivan 3/5.

### Fotnoter
1. 1 2  ”Recensioner av Hello Kids”. Kritiker.se. http://kritiker.se/skivor/recension/?skiva=Fireside__-__Hello_Kids. Läst 3 augusti 2011.
2. 1 2  ”Hello Kids”. Allmusic.com. http://www.allmusic.com/album/hello-kids-r502086. Läst 3 augusti 2011.
3. ↑  ”En kärleksaffär - musikstycken”. Svensk Filmdatabas. Arkiverad från originalet den 4 februari 2014. https://web.archive.org/web/20140204055511/http://www.sfi.se/sv/svensk-filmdatabas/Item/?itemid=48460&type=MOVIE&iv=Music. Läst 21 maj 2012.